# Banta linnei
Banta linnei là một loài bướm thuộc họ Hesperiidae. Loài này có ở Papua on New Guinea.
Chiều dài cánh trước là ca. 18,5 mm.